# Jakob Grüner
Jakob Grüner (* 9. Dezember 1986 in Rum) ist ein österreichischer Rechtsanwalt und Politiker der Österreichischen Volkspartei (ÖVP). Seit dem 7. März 2025 ist er Abgeordneter zum Nationalrat.

## Ausbildung und Beruf
Jakob Grüner besuchte nach der Volksschule in Oetz das Meinhardinum Stams und die Handelsakademie in Imst, wo er 2006 maturierte. Danach begann er ein Studium der Rechtswissenschaften an der Universität Innsbruck, das er 2012 als Magister abschloss. Ein weiteres Diplomstudium in Wirtschaftsrecht an der Universität Innsbruck ab 2007 beendete er 2013 ebenfalls als Magister. 2021/22 absolvierte er den Studiengang Master of Law in Digital Business and Tech Law am Management Center Innsbruck (MCI).
2006/07 absolvierte er seinen Präsenzdienst in Innsbruck und Bruck an der Leitha. Danach arbeitete Grüner als Rechtsanwaltsanwärter in Innsbruck und Wien. Seine Gerichtspraxis absolvierte er am Bezirks- und Landesgericht Innsbruck. 2017 legte er die Rechtsanwaltsprüfung sowie die Ergänzungsprüfung zum Richteramt ab und wurde 2018 als Rechtsanwalt eingetragen. 2019 übernahm er die Leitung der Koordinationsstelle des Landes Tirol in Wien. 2022 wurde er Büroleiter und Referent im Büro des Tiroler Landeshauptmannes. 2023 gründete er seine eigene Kanzlei und ist seither als Rechtsanwalt in Innsbruck tätig.
Bis zu seiner Angelobung als Abgeordneter zum Nationalrat war Grüner unter anderem Mitglied im Aufsichtsrat der Hypo Tirol Bank AG (2023 bis 2025), Mitglied im International Strategy & Evaluation Board (ISEB) der Austrian Drug Screening Institute GmbH (ADSI) (2022–2025), einer Tochtergesellschaft der Universität Innsbruck und war Honorarkonsul der Republik Malta für Tirol (2024–2025).

## Privates
Grüner ist verheiratet und Vater zweier Kinder.

## Politik und Funktionen
Seit 2007 ist er Mitglied der AV Austria Innsbruck, seit 2023 gehört er dem Landesparteivorstand der ÖVP Tirol an. Grüner engagiert sich in mehreren Organisationen und Vereinen ehrenamtlich. Von 2020 bis 2024 war er Major in der Bundesleitung des Bundes der Tiroler Schützenkompanien. Zudem ist er Mitglied der Tiroler Rechtsanwaltskammer, des Ritterordens vom Heiligen Grab zu Jerusalem sowie der KAV Capitolina Rom.
Bei der Nationalratswahl 2024 kandidierte er für die ÖVP hinter Norbert Totschnig und Margreth Falkner auf Platz drei im Landeswahlkreis Tirol. In der XXVIII. Gesetzgebungsperiode rückte er am 7. März 2025 als Abgeordneter zum Nationalrat für Norbert Totschnig nach, der Minister der Bundesregierung Stocker wurde.